# Війна вихідного дня
Війна вихідного дня — пригодницький фільм 1988 року.

## Сюжет
Група американських резервістів вирушає у Гондурас охороняти будівництво мосту. Хлопці й не здогадувались, на що перетвориться вікенд у країні, в якій не перший рік точиться війна.